# Brateș (okręg Neamț)
Brateș – wieś w Rumunii, w okręgu Neamț, w gminie Tarcău. W 2011 roku liczyła 268 mieszkańców.